# Bytantaj
Il Bytantaj (anche traslitterato come Bytantay) è un fiume della Siberia Orientale, affluente di sinistra della Jana. Scorre negli ulus Kobjajskij, Ėveno-Bytantajskij e Verchojanskij della Sacha (Jacuzia), in Russia.
La sorgente del fiume si trova sul versante orientale dei monti Orulgan, ad un'altitudine di 1 200 m, nel versante settentrionale dei monti di Verchojansk. Il Bytantaj attraversa un territorio dapprima prevalentemente montuoso (catena dei monti Kular), successivamente più pianeggiante e costellato di laghi (circa 2.000). I maggiori affluenti sono il Tenki e il Billjach dalla destra idrografica, il Chobol, l'Ulachan-Sakkyryr, l'Aččygyj- Sakkyryr e il Kulgaga-Suoch dalla sinistra.
È gelato, mediamente, da ottobre a maggio; negli altri mesi dell'anno è navigabile per 120 km a monte della foce.